# Simbol astronomic

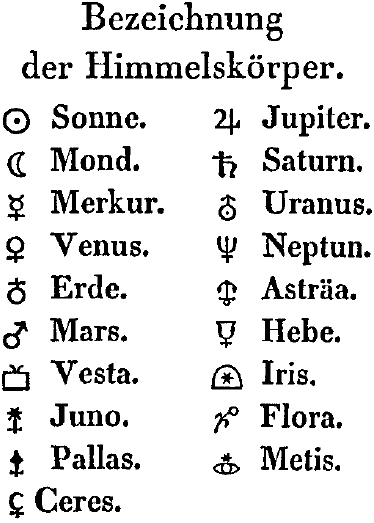
“Simboluri ale corpurilor cereşti” într-un almanah german tipărit în 1850

Simbolurile astronomice sunt simboluri folosite pentru a reprezenta diferite obiecte cerești, construcții teoretice și evenimente observaționale în astronomie. Cele mai vechi forme ale unor simboluri apar în papirusurile grecești din antichitatea târzie. Codicele bizantine în care au fost păstrate papirusurile grecești au continuat și au extins inventarul simbolurilor astronomice. Simboluri noi au fost inventate în continuare pentru a reprezenta mai multe planete nou-descoperite și planetele minore descoperite în secolele XVIII-XX.
De exemplu, simbolul modern al Soarelui, un cerc cu un punct în centru (☉) a apărut prima oară în Europa în timpul Renașterii. Un simbol similar este și anticul caracter chinez pentru soare, din care a apărut caracterul modern 日.
| Soare    | ☉     |
| Mercur   | ☿     |
| Venus    | ♀     |
| Pământ   | 🜨 · ♁ |
| Luna     | ☾ · ☽ |
| Marte    | ♂     |
| 1 Ceres  | ⚳     |
| 2 Pallas | ⚴     |
| 4 Vesta  | ⚶     |
| Jupiter  | ♃     |
| Saturn   | ♄     |
| Uranus   | ⛢ · ♅ |
| Neptun   | ♆ · ⯉ |
| Pluto    | ⯓ · ♇ |
| Orcus    | 🝿     |
| Haumea   | 🝻     |
| Quaoar   | 🝾     |
| Makemake | 🝼     |
| Gonggong | 🝽     |
| Eris     | ⯰     |
| Sedna    | ⯲     |